# بخش‌های دپارتمان اوت-مرن
بخش‌های دپارتمان اوت-مرن (انگلیسی: Arrondissements of the Haute-Marne department) شامل ۳ بخش به شرح زیر است:
1. بخش شومون با ۱۵۹ کمون (فرانسه) و جمعیت ۶۵ هزار نفر در سال ۲۰۱۳ می‌باشد.
2. بخش لانگر با ۱۵۷ کمون (فرانسه) و جمعیت ۴۴ هزار نفر در سال ۲۰۱۳ می‌باشد.
3. بخش سن-دیزیه با ۱۱۱ کمون (فرانسه) و جمعیت ۷۱ هزار نفر در سال ۲۰۱۳ می‌باشد.